# Joan Corbera
Joan Corbera fou un eclesiàstic i escultor valencià. No se sap on va nàixer, però probablement era de la ciutat de València, on visqué entre els segles XV i XVI. Fou un mestre picapedrer del gòtic tardà. El 1506, a la mort de Pere Comte, fou triat mestre picapedrer de la ciutat de València i, per tant, director de les obres del Consolat de Mar de la Llotja de València. Treballà en el Palau de la Generalitat Valenciana al costat de Pere Comte des de 1494. Joan Corbera és l'autor dels dos primers pisos d'aquest palau, que acabà el 1510, junt amb Joan Mançano. S'encarregà de dirigir la construcció del retaule de la Catedral de València entre 1506 i 1507.